# Ocotea harrisii
Ocotea harrisii är en lagerväxtart som beskrevs av G.R. Proctor. Ocotea harrisii ingår i släktet Ocotea och familjen lagerväxter. Inga underarter finns listade i Catalogue of Life.